# Analogía (morfología)
La analogía es una tendencia natural en las lenguas naturales a extender el uso de determinados patrones de formación de palabras.

## Introducción
Es el fenómeno responsable de la regularización de la flexión verbal y nominal, eliminando formas acordes a patrones flexivos en desuso substituyéndolos por otros más productivos y regulares. Por ejemplo, en español encontramos numerosas regularizaciones entre los participios (especialmente entre los procedentes de la tercera conjugación latina):
- Los antiguos participios recluso e impreso (del latín reclusus e impressus) han sido substituidos por recluido e imprimido (formas analógicas de las otras declinaciones), quedando relegados los primeros como sustantivos especializados, pero sin funcionar ya participios regulares. Similarmente sucede con incluido, que substituyó a incluso que ahora sólo funciona como adverbio. Sin embargo las formas cultas reclusión, impresión e inclusión se mantienen virtualmente sin cambios.
- El mismo fenómeno se observa en el participio de corromper (del latín corrumpere) que es corrompido y para el que existe la forma culta corrupto. Sin embargo el participio de romper (del latín rumpere), que es más frecuente no ha sido regularizado a *rompido (salvo en la forma analógica del habla infantil), por lo que la forma arcaica roto se mantiene.

En el último ejemplo, se aprecia el efecto de la frecuencia de uso. Cuando una forma es menos frecuente se favorece que se produzca o no una regularización analógica. 
| infinitivo latino | inifinitivo español | forma latina | forma original | forma analógica |
| ----------------- | ------------------- | ------------ | -------------- | --------------- |
| SCRIBERE          | escribir            | SCRIPTUS     | escrito        | *escribido      |
| RUMPERE           | romper              | RUPTUS       | roto           | *rompido        |
| CORRUMPERE        | corromper           | CORRUPTUS    | corrupto       | corrompido      |
| INCLŪDERE         | incluir             | INCLŪSUS     | incluso        | incluido        |
| RECLŪDERE         | recluir             | RECLŪSUS     | recluso        | recluido        |
| IMPREMERE         | imprimir            | IMPRESSUS    | impreso        | imprimido       |
| ELIGERE           | elegir              | ELECTUS      | electo         | elegido         |

## Fases del estadio
La analogía es un fenómeno persistente y muchas veces se crean formas analógicas más modernas sobre paradigmas más antiguos que ya de por sí eran analógicos. La analogía morfológica es un proceso que se extiende mediante difusión léxica, eso significa que diferentes palabras concretas son afectadas en diferentes momentos, y simultáneamente en una lengua pueden encontrarse palabras en diferentes estados de modificación por causa de la analogía morfológica.
Por ejemplo muchos verbos castellanos tenían una conjugación analógica en el pretérito perfecto simple en -uve / -uje (que en ciertos casos ya era en sí misma una forma analógica) que ha ido siendo substituida por otra forma basada en la conjugación en -í. La siguiente tabla examina lo sucedido en la historia del español con cuatro de estos verbos:
| infinitivo español | forma antigua | forma analógica | Estadio |
| ------------------ | ------------- | --------------- | ------- |
| conocer            | conuve        | conocí          | (1)     |
| traer              | truje [R]     | traje           | (2)     |
| andar              | anduve [R]    | *andé           | (3)     |
| tener              | tuve [R]      | *tení           | (4)     |
Los cuatro ejemplos anteriores muestran cuatro fases de la última ola regularizadora mediante analogía morfológica (de hecho las formas marcadas con [R] precedían de otra regulariación analógica diferente):
(1) representa una forma antigua (conuve) ahora desaparecida en todas la variedades de español,
(2) representa una forma (truje) que sólo se mantiene en algunas pocas variedades de español y está casi desaparecida,
(3) representa una forma incipiente (*andé) que usan muchos hablantes, pero que todavía es minoritaria,
(4) representa un verbo (tener) que todavía no es afectado por la regularización, excepto en el habla infantil (donde aparece esporádicamente *tení).

## Estudios cuantitativos
Las leyes de Mańczak relacionan cualitativamente la frecuencia o probabilidad de cambio de formas morfológicas particulares con su estructura. Otros estudios cuantiativos como el llevadao a cabo por Erez Lieberman et al. han encontrado evidencia empírica sólida de que la probabilidad de regularización esperada para ciertas palabras depende de la frecuencia de uso. Así las formas menos frecuentes se cambian con mayor facilidad que las formas más frecuentes. En ese estudio se analiza la regulariación de 177 verbos irregulares en inglés antiguo (hacia finales de la Edad Media sólo 145 eran irregulares, y en inglés moderno algo menos de un centenar). En esa lengua, al igual que en protogermánico existía un elaborado sistema productivo de congjugaciones, el pasado podía formarse de siete maneras diferentes, de las cuales el inglés moderno sólo tiene una forma productiva -ed (además de algunos verbos irregulares que conservan residuos de las otras conjugaciones). El estudio encuentra evidencia de que la probabilidad de regularización en un período fijado T depende de la frecuencia de uso mediante la relación:

{\displaystyle p_{T}\approx {\sqrt {f_{u}}}}

Así en muchas lenguas indoeuropeas el verbo 'ser' que es muy frecuente mantiene formas irregulares que en algunos casos se remontan a formas fosilizadas desde el protoindoeuropeo, mientras que otros verbos menos usados han sido regularizados. En español modernos muchos verbos irregulares o con conjugaciones ideosincráticas directamente heredadas del latín presentes aún en español medieval han eliminado estas formas peculiares substituyéndolas por formas regulares.